# Balanophyllia ponderosa
Espèce
Statut CITES
Balanophyllia ponderosa est une espèce de coraux appartenant à la famille des Dendrophylliidae. Selon la base de données WoRMS cette espèce correspond à Balanophyllia vanderhorsti Cairns, 2001.